# Fontet
Fontet é uma comuna francesa na região administrativa da Nova Aquitânia, no departamento da Gironda. Estende-se por uma área de 7,69 km². Em 2010 a comuna tinha 809 habitantes (densidade: 105,2 hab./km²).